# Efok
Éfok est une localité du département de la Lekié dans la région du Centre. Elle dépend administrativement de l'arrondissement (commune) d'Obala et est située à environ 36 km de Yaoundé. C'est aussi le village d'origine de l'épouse d'André-Marie Mbida, le premier chef d'État camerounais.

## Histoire
Le docteur Louis-Paul Aujoulat et son épouse s'y installent en janvier 1937 et la localité devient son quartier général. Il y a créé le plus célèbre des hôpitaux de la Fondation Ad Lucem du Cameroun : l'hôpital Louis-Paul-Aujoulat d'Éfok.
Le collège François-Xavier-Vogt, établissement d'enseignement camerounais dirigé par des religieux catholiques, fut fondé à Éfok au milieu des années 1940, juste après la Seconde Guerre mondiale, par Mgr François-Xavier Vogt. Le Collège Vogt sera transféré à Mvolyé, le siège épiscopal de l’époque, au cours de l’année scolaire 1951-1952. Le Collège Jean-Vingt-Trois d'Éfok sera fondé sur ses cendres. La localité dispose en outre d'un collège d'enseignement secondaire (CES), d'une école d'enseignement technique, d'écoles primaires et d'internats à l'instar du séminaire Saint-Joseph d'Éfok, d'une radio communautaire (radio Loua), etc.
Les établissements scolaires d'Éfok ont vu défiler des hommes tels que : André-Marie Mbida, Engelbert Mveng, Henri Eyebe Ayissi, Marcel Mbono, Louis-Tobie Mbida qui a exercé comme médecin à l'hôpital Ad Lucem d'Éfok, Joseph Marie Ambomo, auteur de musique sacrée catholique en langues Beti. Ce fut le premier laïc beti qui coordonna et dirigea la macro chorale mise en place pour la Sainte Eucharistie présidée par saint Jean-Paul II à Bata, en Guinée équatoriale, le 18 février 1982.
Des pèlerinages sont organisés à la grotte du Mont Loua, connue comme Ngók Asup, « la pierre de cendre » par le caractère poussiéreux de sa plateforme, et qui fut dédiée à la Sainte Vierge Marie pendant la décennie 1970 par l'abbé Alois Tsala.
Les restes du couple Mbida reposent dans un mausolée situé entre l'hôpital Ad Lucem et la paroisse catholique.

## Galerie

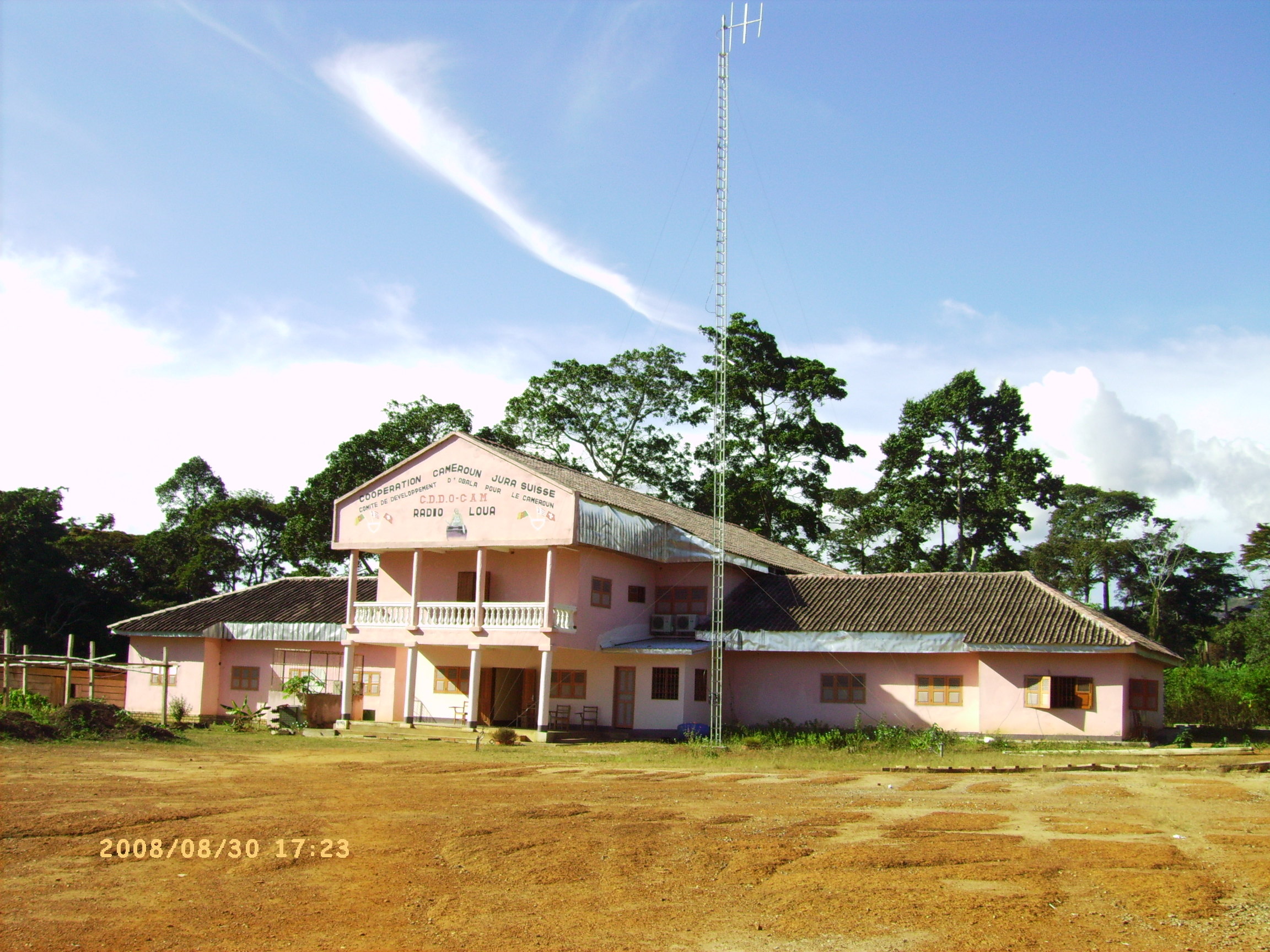
La radio Loua d'Éfok
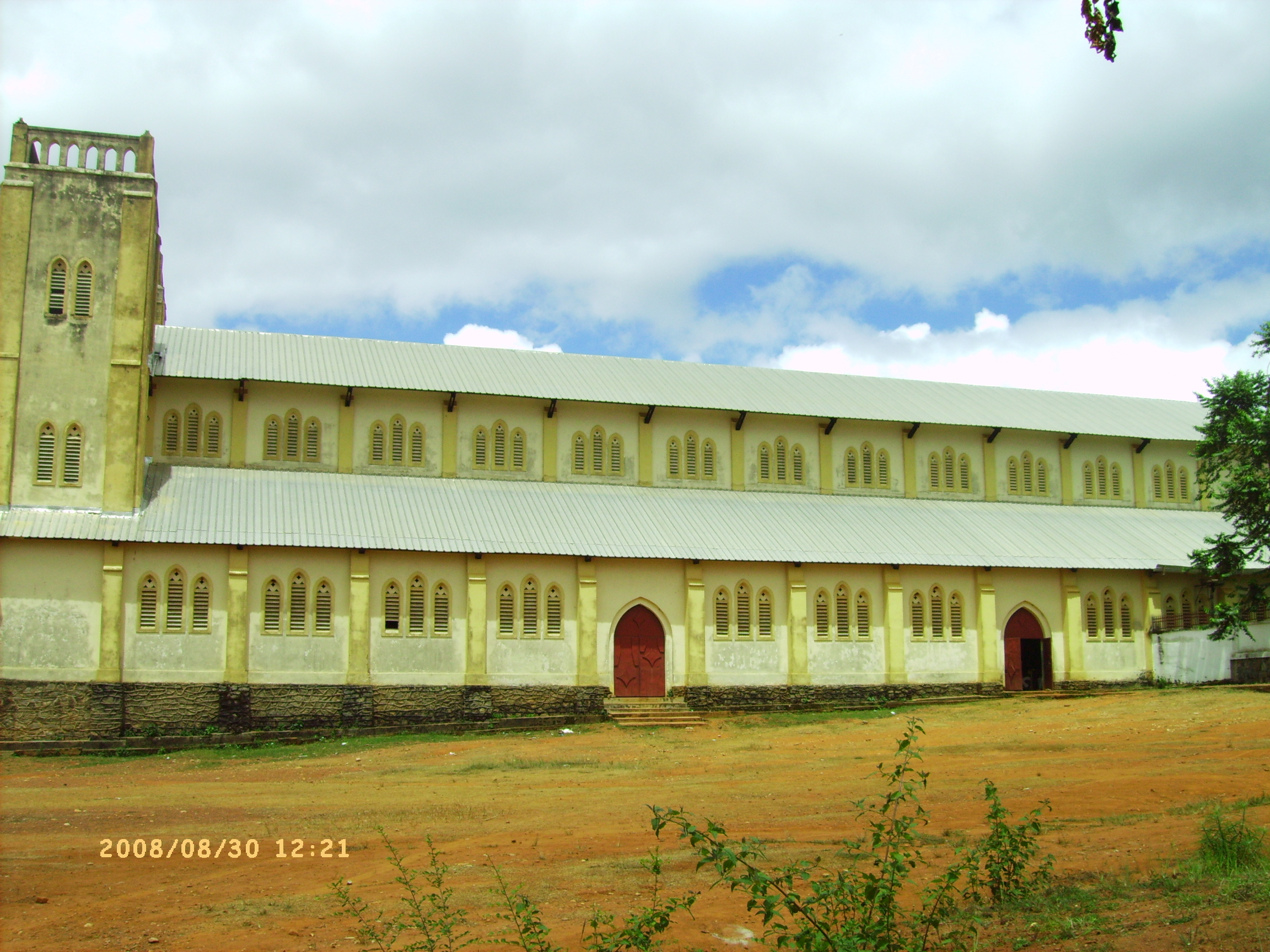
L'église Catholique d'Éfok.
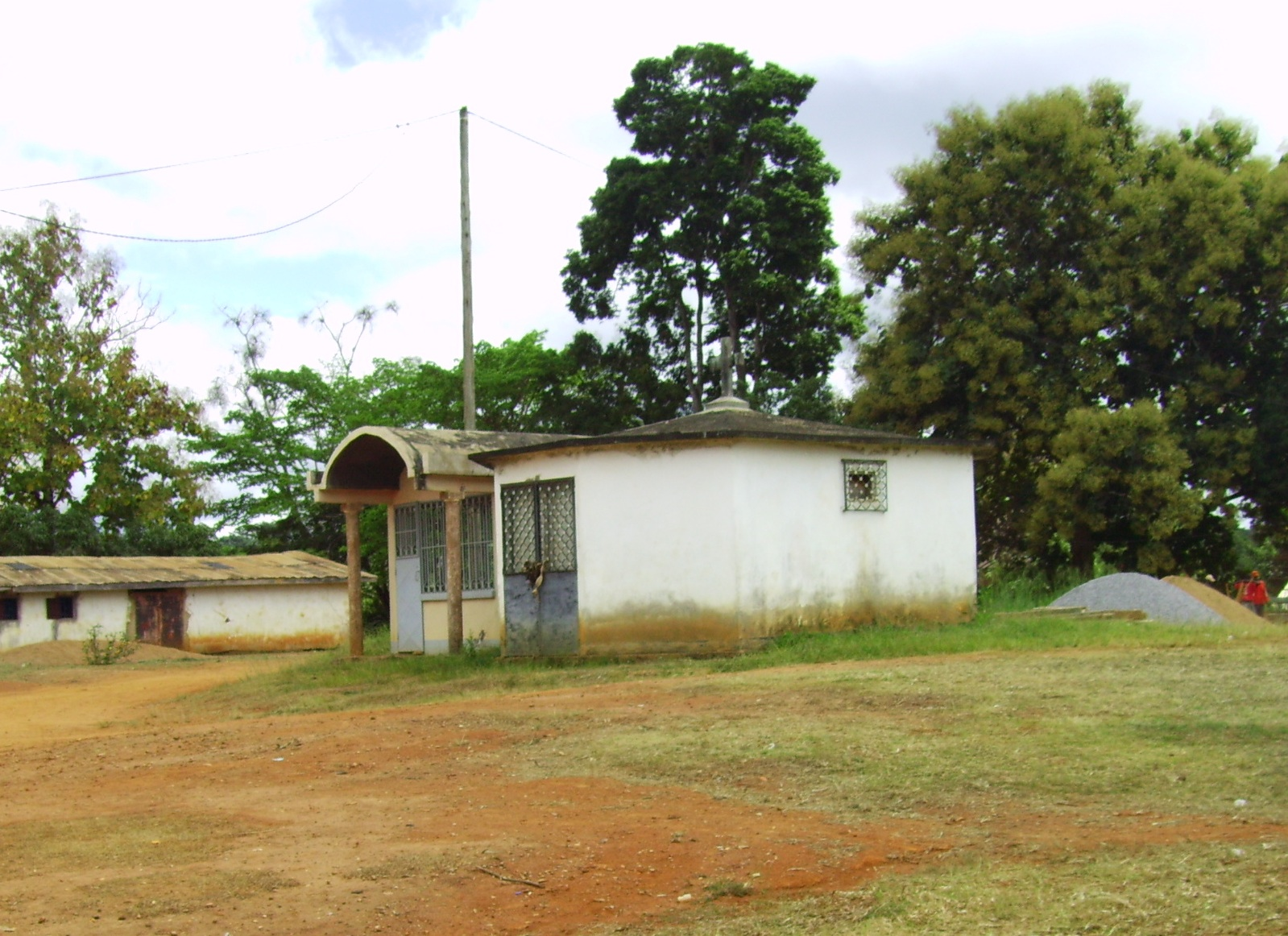
Sépulture de André-Marie Mbida.
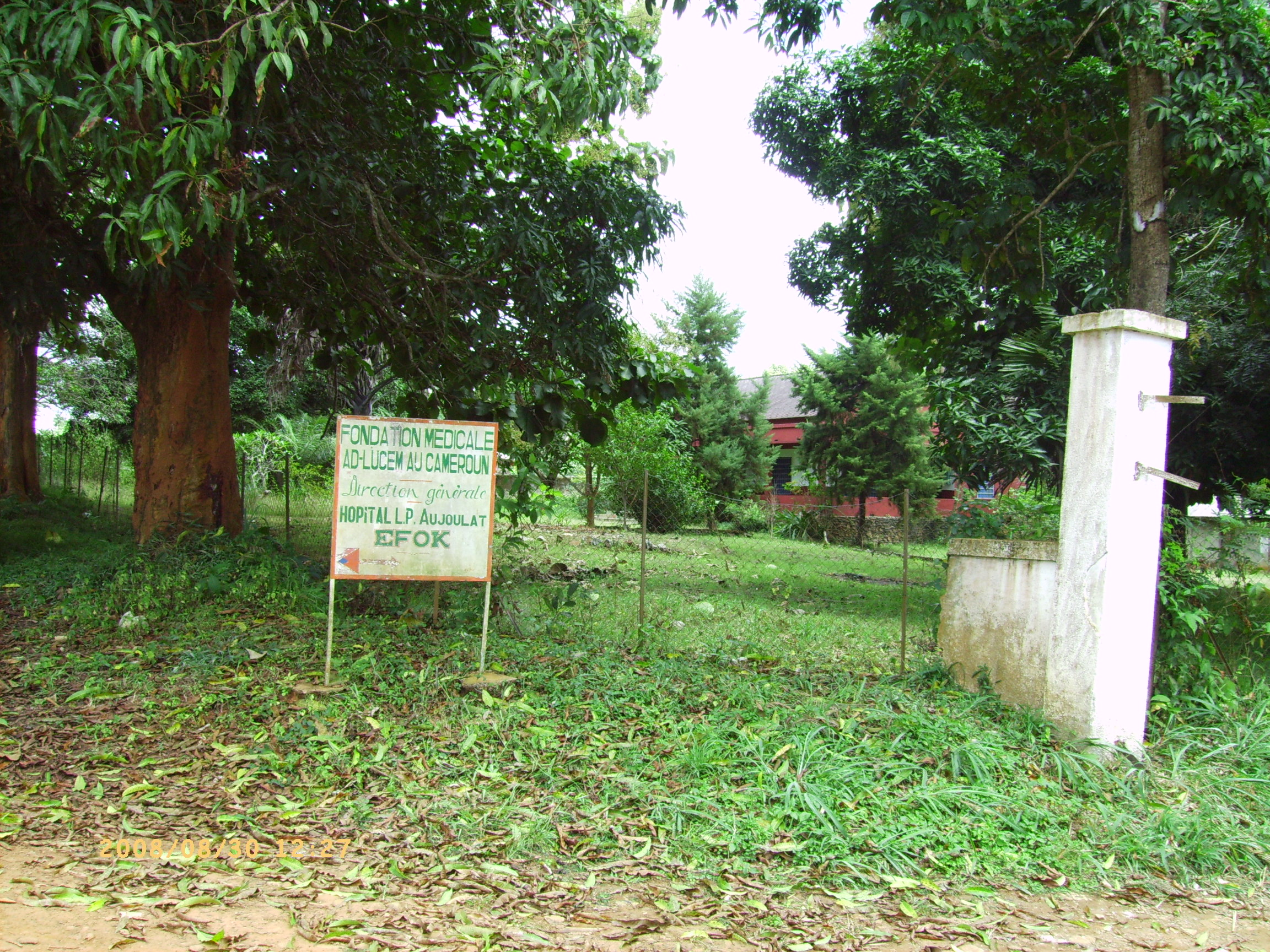
Plaque à l'entrée de l'hôpital Louis-Paul-Aujoulat d'Éfok.
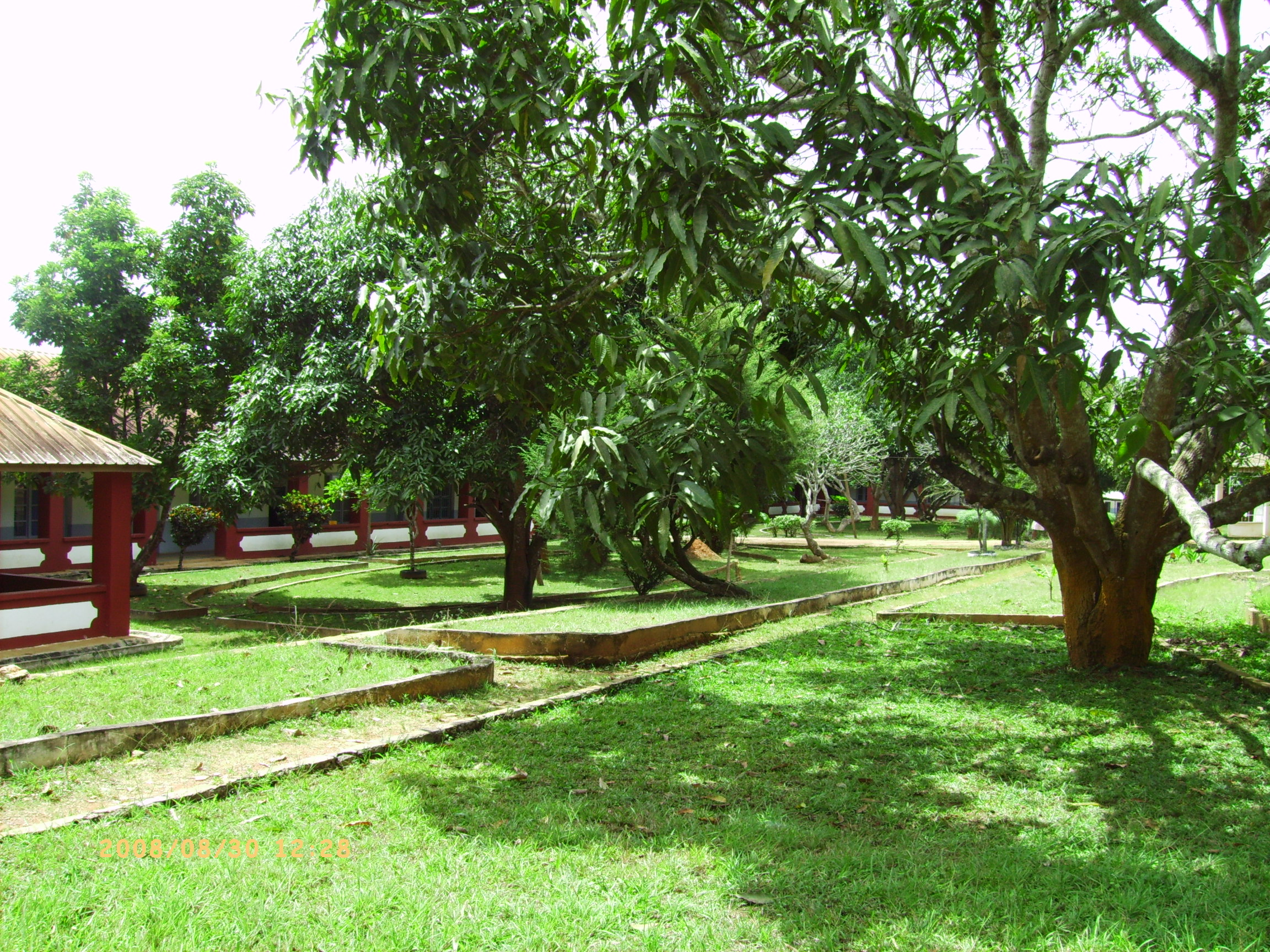
L'hôpital d'Éfok.
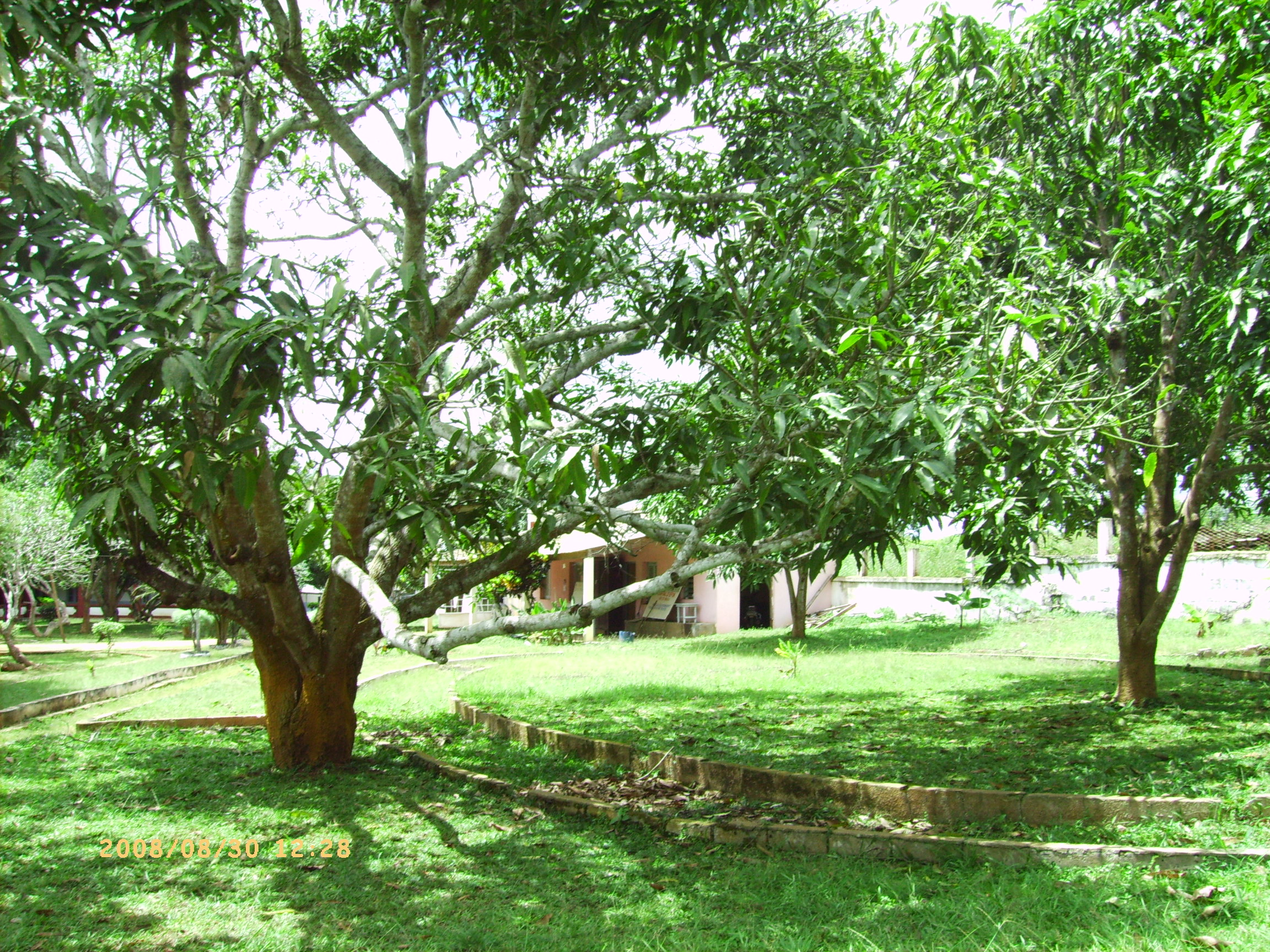
L'hôpital d'Éfok.
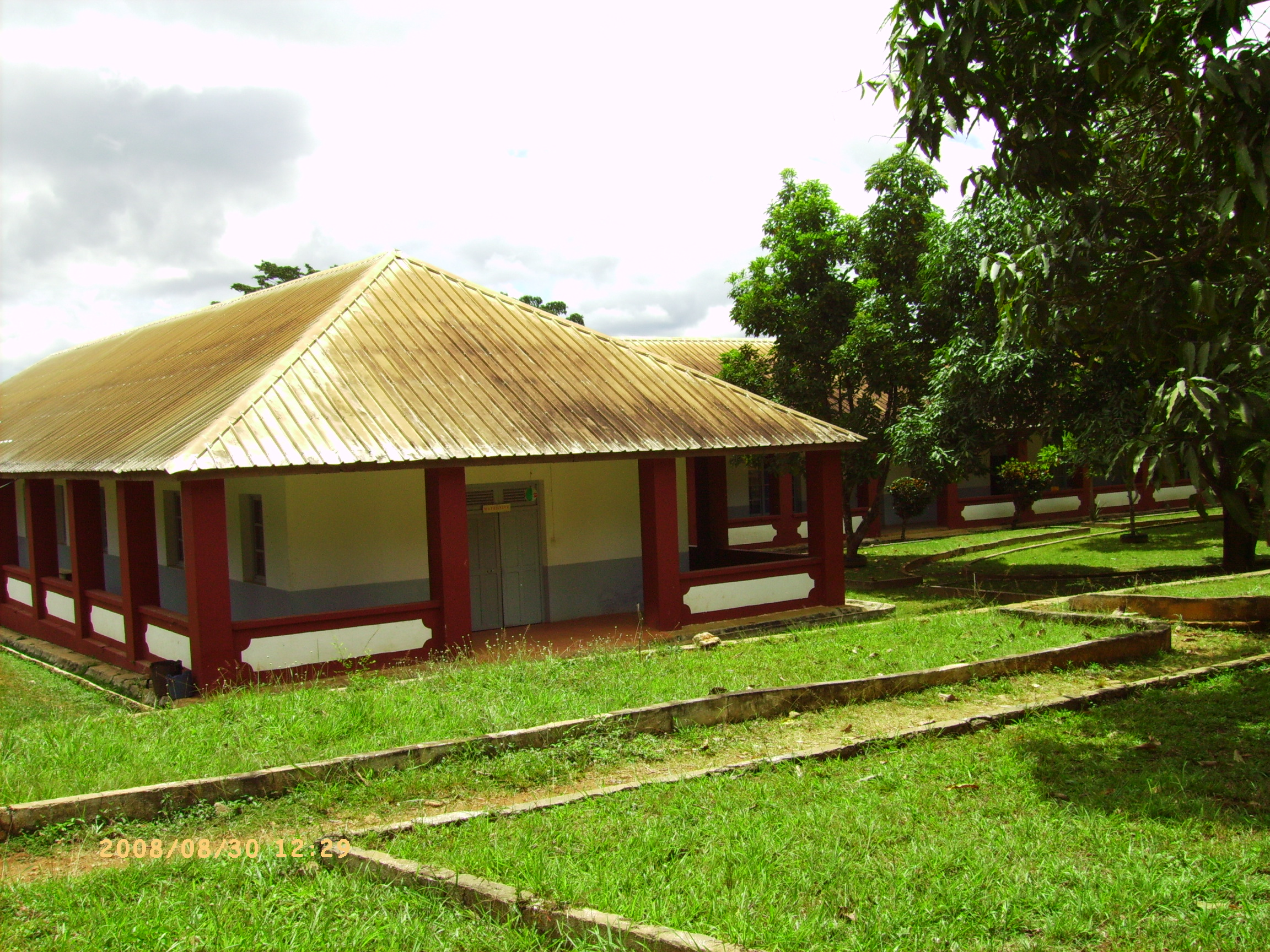
L'hôpital d'Éfok
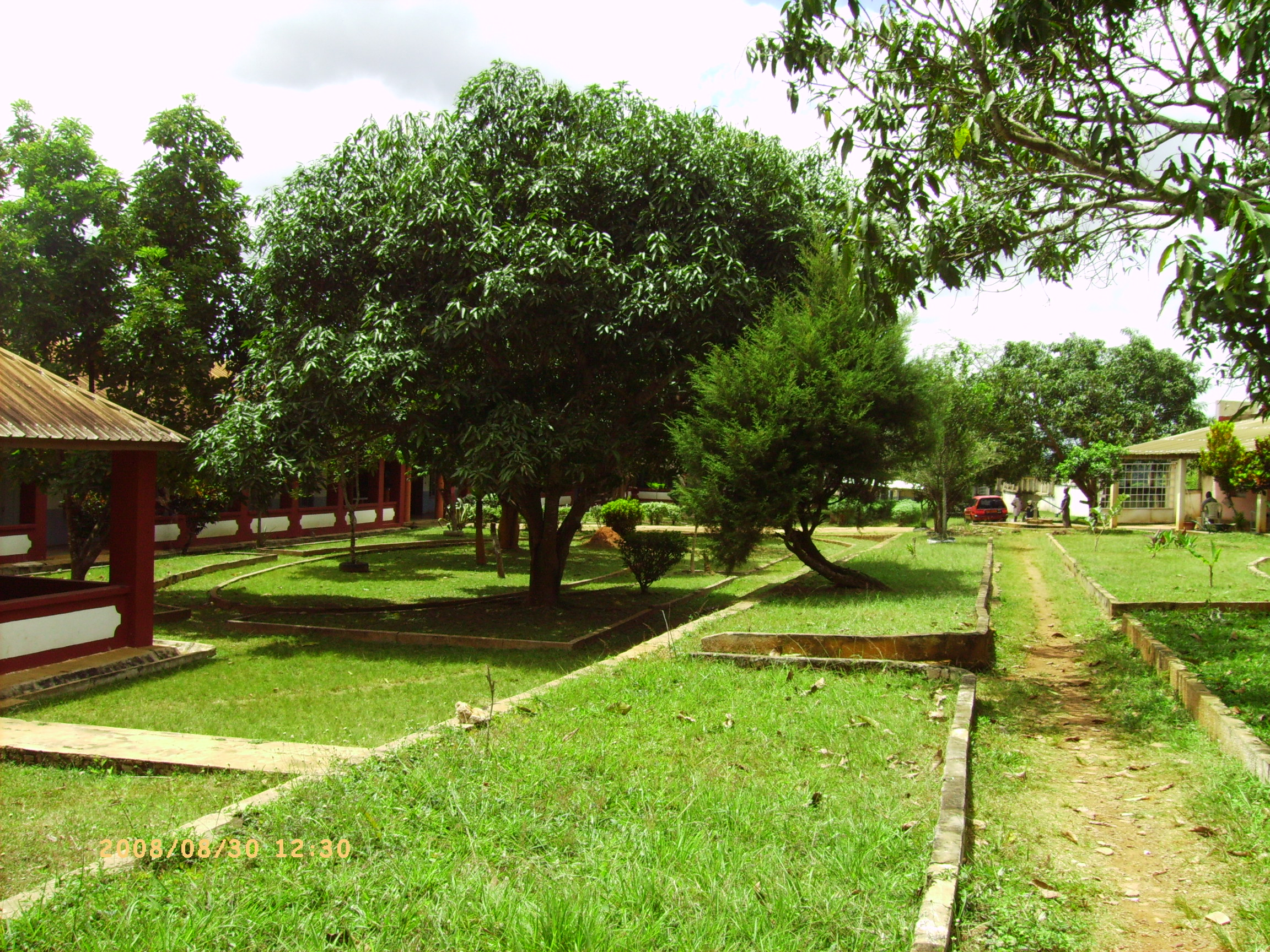
L'hôpital d'Éfok
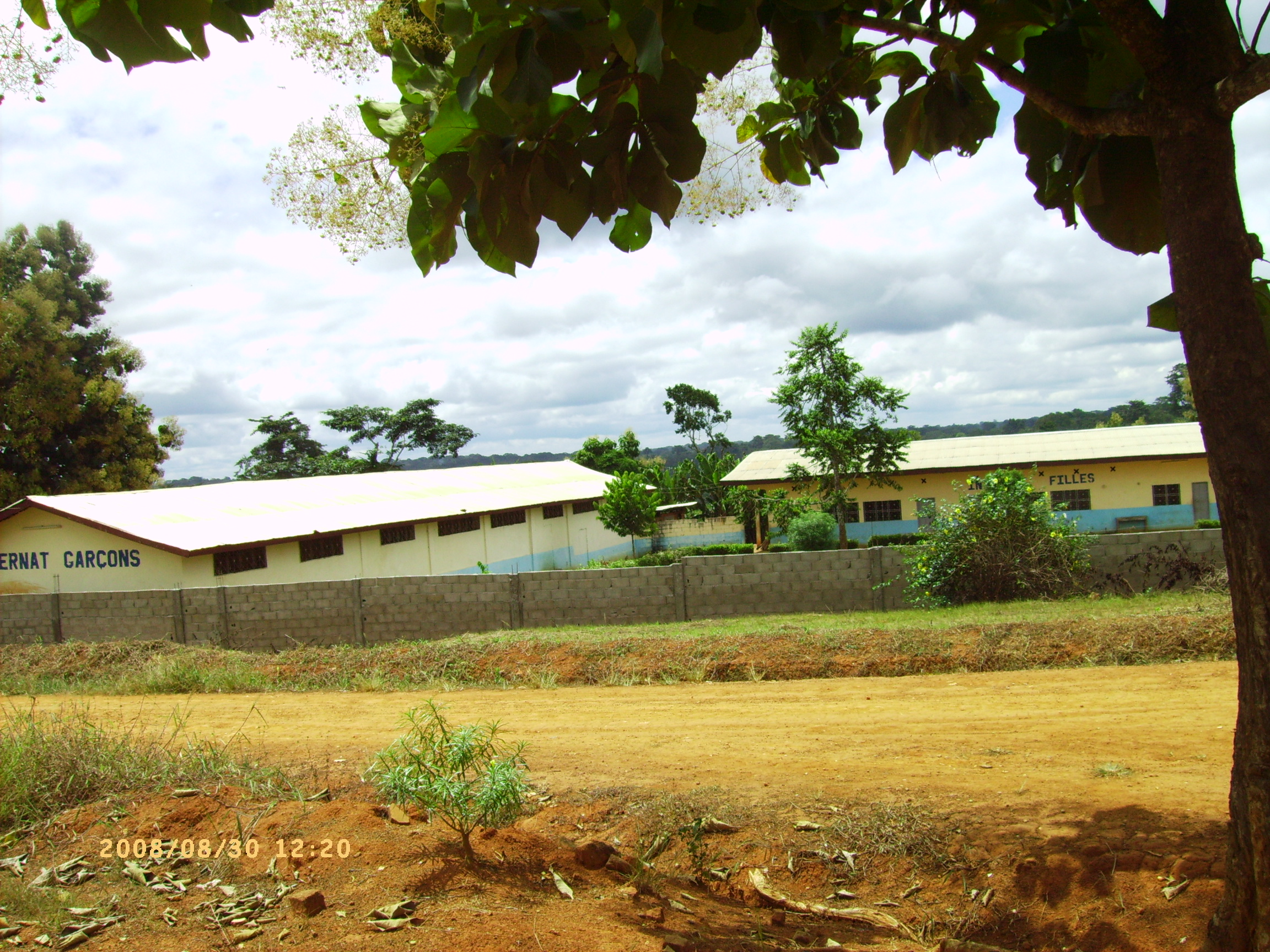
Un internat en construction à Éfok.

## Personnalités nées à Efok
- Vincent Péricard (1982), footballeur franco-camerounais
- Joseph Marie Ambomo, né le 13 février 1956, baptisé et confirmé à la paroisse de Sainte Anne d'Efok ; administrateur de systèmes en réseaux, diplômé d'État espagnol. Fondateur et premier président de l'ONG International SANI ET SALVI-SETS UNIVERSALIS, première mutuelle globale pour la promotion de la couverture santé universelle.